# Керч-Південна
Керч-Півде́нна (новий парк) — залізнична станція в Криму. Старий парк станції розташовується на 11-му км вантажної гілки Керч — Аршинцеве, використовуваної для перевезень вантажів з промислових підприємств і в порти на півдні Керчі.
У 2018—2019 роках, в рамках реконструкції, Російською окупаційною владою збудовано нову пасажирську станцію з цією ж назвою (офіційно — «Новий парк») на новозбудованій дільниці Багерове — Кримська. Станція відкрита для пасажирів 18 червня 2021 року. Реконструкція проводилась в рамках будівництва місту через Керченську протоку.

## Пасажирське сполучення
На станції Керч-Південна (новий парк) зупиняються всі поїзди далекого прямування, які прямуть через міст із та в незаконно окупаваний Крим. Також через станцію прямують 3 пари приміських поїздів сполученням Анапа — Керч.